# Tolvmangrundet
Tolvmangrundet är en ö i Finland. Den ligger i Bottenviken och i kommunen Larsmo i den ekonomiska regionen  Jakobstadsregionen i landskapet Österbotten, i den nordvästra delen av landet. Ön ligger omkring 90 kilometer nordöst om Vasa och omkring 420 kilometer norr om Helsingfors.
Öns area är 2,99 kvadratkilometer och dess största längd är 2,9 kilometer i nord-sydlig riktning.

## Några ödelar med egna namn
- Kalvgrundet 63°48′11″N 22°35′49″Ö / 63.80305°N 22.59693°Ö
- Finnasgrundet 63°48′15″N 22°36′58″Ö / 63.80407°N 22.61617°Ö
- Bredskäret 63°47′53″N 22°36′00″Ö / 63.798°N 22.600°Ö
- Flaskskäret 63°48′58″N 22°36′14″Ö / 63.816°N 22.604°Ö